# Ectasiocnemis caneparii
Ectasiocnemis caneparii es una especie de coleóptero de la familia Scraptiidae.

## Distribución geográfica
Habita en Kashmir (India).